# Robert Sidney Pratten

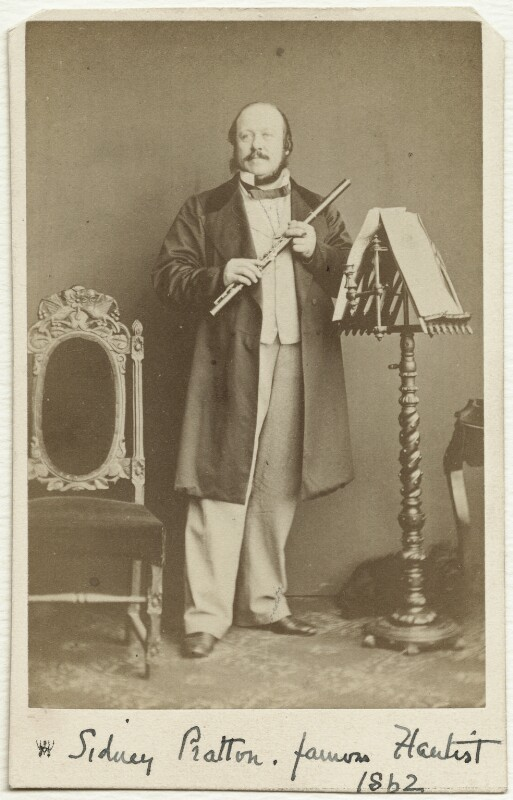
Robert Sidney Pratten, Aufnahme von 1862

Robert Sidney Pratten (* 23. Januar 1824 in Bristol; † 10. Februar 1868 in Ramsgate) war ein britischer Flötist.

## Leben
Er war der zweite Sohn eines Musikprofessors, der Geburtsname seiner Mutter war Sidney. Wie von selbst wurde Pratten Musiker, wuchs er doch in einer durchaus musikalischen Familie auf, nur als er sieben Jahre alt war, half sein älterer Bruder Frederick – später ein berühmter Kontrabassist – mit einer Unterweisung im Flötenspiel nach. Im zwölften Lebensjahr spielte er Solos bei Konzerten in Bath und Bristol, noch als Junge erhielt er eine Stelle im Orchester des Dubliner Theatre Royal.
Nachdem er einen Großteil des Vereinigten Königreichs bereist hatte, ließ er sich 1845 in London nieder und wurde „erste Flöte“ am Theatre Royal in Covent Garden. Berühmtheit erlangte er, nachdem er in einem Konzert Charles Nicholsons Twelfth Fantasia (Air from „Nina“) gespielt hatte und vor allem sein voller Ton und der ausdrucksvolle Stil gelobt wurden.
Allein der Vortrag von Musik machte ihn nicht ganz zufrieden, er wollte seine Eignung zum Komponisten ausloten, nahm beim bekannten Violoncellisten Charles Lucas Unterricht in Harmonie sowie Kontrapunkt und erwies sich als überraschend gelehriger Schüler. 1846/47 unternahm er, gefördert von Sir Warwick Hele Tonkin, eine mit Auftritten verbundene Europareise, selbst der Kaiser in Wien hörte ihn. Sein beliebtes Stück L’espérance für Flöte mit Klavierbegleitung wurde 1847 in Leipzig veröffentlicht. Wieder in Großbritannien, konnte er nach Joseph Richardsons Abgang beim Jullien’s orchestra dessen Position einnehmen, um 1851 José Maria del Carmen Ribas bei der Italian opera nachzufolgen – Pratten war auf dem Weg zum führenden Flötisten Englands.

Moderne Kopie einer Querflöte Modell „Pratten’s Perfected“

Die Tournee über den Kontinent hinter sich, war er von seiner bisher benutzten, mit acht Klappen versehenen Querflöte des Herstellers Rudall & Rose auf ein Modell des Flötenbauers Abel Siccama umgestiegen, für das er voll des Lobes war. Dennoch wollte er 1852, wegen einer tief verwurzelten Abneigung gegen zusätzliche Klappen, zurück zu einer Flöte mit nur acht Klappen und ließ eine Siccama-Flöte in diesem Sinne abwandeln. Hatte Charles Nicholson mit den „Nicholson’s Improved“ gestempelten hölzernen Querflöten – weit gebohrt und mit großen Grifflöchern und Anblasloch ausgestattet – den Londoner Stil des Instruments vorangetrieben und kultiviert, folgten nun die grenzwertigen „Pratten’s Perfected“ mit einzigartigem Klang und nicht unproblematischer Handhabung.
1853 gründete Alfred Mellon ein Ensemble namens The Orchestral Union, wo eine Freundschaft zwischen Pratten und seinem Kollegen Richard Shepherd Rockstro begann, der in sein 1890 in London veröffentlichtes Werk The Flute eine Pratten-Biographie einbaute. 1854 hörte Rockstro ihn erstmals sein Concert-Stück vortragen, die aus seiner Sicht weitaus beste Arbeit Prattens, und es kam zu dessen Eheschließung mit Catharina Josepha Pelzer, ebenfalls nach Rockstros Meinung, ein Glücksfall im Leben des hochgesinnten, freigiebigen, liebenswürdigen und warmherzigen Mannes.
Am 22. November 1867 erkrankte Pratten während einer Aufführung des Elijah in der Exeter Hall schwer und starb am 10. Februar 1868 in Ramsgate.